# Rüdiger Edelmann
Rüdiger Edelmann (* 13. April 1954 in Frankfurt am Main) ist ein deutscher Hörfunkmoderator, Redakteur und Reisejournalist.

## Leben
1980 machte Edelmann seinen Magister-Abschluss (M.A.) in Literaturwissenschaft und Soziologie. Von 1981 bis 1982 war er Ausbildungsreferent an der Evangelischen Medienakademie, heute in Berlin, damals noch als Teil des Gemeinschaftswerks der Evangelischen Publizistik in Frankfurt. 1982 ging er zum Hessischen Rundfunk und arbeitete dort bis 1985 als freier Hörfunkjournalist. In dieser Zeit war er auch in den Redaktionsbüros der ARD-Hörfunksender Südwestfunk, Bayerischer Rundfunk, Saarländischer Rundfunk, Süddeutscher Rundfunk, Hansawelle und Deutschlandfunk sowie in der Redaktion der Zeitschrift Bulletin Jugend & Literatur tätig. 1986 wurde er festangestellter Redakteur bei hr3, wo er, neben vielen anderen Sendungen, das Freizeitmagazin hr3 unterwegs moderierte. Ihm ist es u. a. zu verdanken, dass 2002 Werner Reinke zu hr3 zurückkehrte. Er baute er das Veranstaltungsmagazin hr3-Pinnbord auf, das zwischen 1985 und 1989 im Programm lief. Von 1993 bis 2004 war er stellvertretender Programmchef bei hr3. In dieser Zeit betreute er auch das Kinomagazin "hr3-Oscar" und war u. a. verantwortlich für die Organisation von hr3-Veranstaltungen wie der "Inlinetour". Von 2004 bis Ende 2014 war er stellvertretender Programmchef und Ressortleiter des Bereichs Sendung und Planung bei hr4, wo er Redakteur und Moderator der Reisesendung hr4-Freizeit war. Edelmann produzierte als Fachjournalist für Reise und Tourismus zahlreiche Reisesendungen für den Hessischen Rundfunk. 
Nach seinem Ausscheiden aus dem hr arbeitet er als freier Reisejournalist. Er ist Mitglied beim DJV-Hessen und in der Vereinigung Deutscher Reisejournalisten, von der er 2008 mit dem Columbus Radiopreis geehrt wurde. Von 2012 bis 2014 war er Schatzmeister, von Oktober 2014 bis August 2023 erster Vorsitzender der Vereinigung Deutscher Reisejournalisten e.V.
Rüdiger Edelmann lebt in Baunatal bei Kassel. Sein aktuelles journalistisches Projekt und Produkt ist ein Internetmagazin mit Podcast Deutsches Reiseradio. Auch hier beschäftigt er sich mit dem Thema Reisen und Tourismus. Zu seinen Interview-Partnern gehörte auch Uwe Krist. Er hat inzwischen auch Reiseführer geschrieben und veröffentlicht. 2012 erschien das Buch Kassel und Nordhessen: 66 Lieblingsplätze und 11 Märchen. Aktualisierte Neuauflagen kam 2016 und 2021 in den Handel. Im Jahr 2015 erschien sein Reisebuch Rhön, so schön, das 2016 und 2021 Neuauflagen erfuhr. Beide Bücher sind im Gmeiner-Verlag in Meßkirch erschienen.